# Калифорнийска сврака
Калифорнийската сврака, още жълтоклюна сврака (Pica nuttalli), е вид птица от семейство Вранови (Corvidae).

## Разпространение
Видът е разпространен в САЩ.